# 特別警報
特別警報是日本氣象廳於2013年8月30日新設立的氣象警報種類。當氣象廳預測天氣現象將達到五十年一遇程度，或評估將可能會發生重大災難，並且成為嚴重災害的機率非常高的時候，將發佈此項特別警報。要發佈這種特別警報，有甚高的標準，一旦發布，依法氣象廳有透過各種管道告知民眾的義務，各個都、道、府、縣的自治體政府單位也應該視情況撤離民眾。

## 現行特別警報系統
現時特別警報針對天氣現象、海嘯、火山爆發以及地震等現象，若預估將成為致命災害的話就會發布。而天氣現象再細分成六種，包括「大雨」、「大雪」、「暴風」、「暴風雪」、「波浪」及「高潮」。由於在2011年東日本大震災中，氣象廳發布了大海嘯警報，但是仍然造成民眾重大傷亡的結果，氣象廳痛定思痛，研擬將當時的只分成兩級的「警報」、「注意報」等預警系統，再加上一層最高級的「特別警報」，希望藉細分災害規模、提高用詞上的強度，來提醒民眾，及早做好因應措施。
在實務的使用上，「特別警報」前面冠以可能發生災害種類的名字。鑒於發出此項警報的意義非同小可，各項天氣現象要達到發出此種警報的標準，定義也非常嚴格。例如大雨特別警報，氣象廳將全國土地分割為若干個邊長五公里的方格子，如果電腦計算後發現一個都、道、府、縣內有10個方格子以上的地區將出現五十年一度的強烈降雨，才能發出此種警報。海嘯特別警報要預估達到三公尺以上才發布。地震特別警報則是預估震度6弱以上發出。火山噴發的特別警報是氣象廳判斷火山噴發的可能性，已經達到當地居民要開始避難的程度才發布。
實務應用上，以颱風以及溫帶低氣壓所引起的各項特別警報為例，當迫近日本本土的低壓，中心氣壓低於930hpa或中心風力高於每秒50米時，就會考慮發出包括大雨、暴風、波浪、暴潮等等的特別警報。而常常有颱風侵襲的奄美、沖繩縣、小笠原群島標準更高，颱風中心氣壓必須低於910帕斯卡或近中心最大風速大於每秒60米，才會考慮發出。。
由於特別警報發布的對象原則上以整個都道府縣為原則，發出的標準又很高，因此也曾造成一些局部地區明明出現強烈降雨，卻沒有達到氣象廳的標準，而引發人命傷亡的事件。例如2013年10月15至16日，東京都所屬離島伊豆大島因為颱風第26號（韋帕）逼近，激發有史以來最強烈的降雨紀錄（時雨量122.5mm、單日總雨量824mm），但卻因為降雨面積只局限於這個島，並沒有廣達整個東京都裡面、前述計算方法的10個方格子，而且一旦發布這種警報，則整個東京都皆會被包含在內，因此沒辦法對這個島發布大雨特別警報，結果稍晚大雨引發大規模土石流，島上有高達36位居民不幸死亡、22人輕重傷，還有3人失蹤。在這個事件之後，在不改動相關法律的狀況下，氣象廳也尋求在警報中特別加註某個地區將有豪大雨的妥協做法。

## 過去發出特別警報記錄

### 气象灾害
特別警報於2013年8月30日設立，而首次導致需要發出的特別警報為颱風萬宜，首次不是因为热带气旋影响发出警报是在2014年9月11日对北海道发出的大雨特别警报。
| 日期                | 特別警報名稱           | 發出地區                                                                                                 | 事件（時間標示為當地時間） |
| ------------------- | ---------------------- | --- | --- |
| 2013年9月16日       | 大雨                   | 京都府、滋賀縣、福井縣                                                                                   | 受到颱風萬宜影響，日本氣象廳在上午5時05分向京都府、滋賀縣、福井縣發出大雨特別警報，其後萬宜於愛知縣豐橋市登陸，氣象廳於上午11時30分解除大雨特別警報。 |
| 2014年7月7-9日      | 大雨、暴風、波浪、高潮 | 沖繩縣                                                                                                   | 颱風浣熊吹襲日本沖繩縣，日本氣象廳在7月7日下午6時20分對宮古島地方發出暴風及波浪特別警報；7月7日下午9時11分及7月8日上午12時對沖繩本島地方先後分別發出波浪及暴風特別警報；7月8日上午5時10分及10時54分先後分別對宮古島地方及沖繩本島地方發出高潮特別警報；同日下午2時42分對沖繩本島地方發出大雨特別警報；同日下午5時45分及57分先後分別解除宮古島地方及沖繩本島地方的高潮特別警報；及後再於下午6時半解除宮古島地方的暴風及波浪特別警報。而沖繩本島地方的大雨、暴風及波浪特別警報亦於7月9日上午2時52分解除。然而沖繩本島地方的大雨再度加劇，氣象廳再於當日上午7時31分對當地發出大雨特別警報，同日晚上11時50分解除。 是為首次直接受颱風本身影響而發出的特別警報。 |
| 2014年8月9-10日     | 大雨                   | 三重縣                                                                                                   | 颱風夏浪吹襲日本，日本氣象廳在下午5時半對三重縣發出大雨特別警報，翌日下午5時20分解除。 |
| 2014年9月11日       | 大雨                   | 北海道石狩市、空知郡、後志地區                                                                           | 强对流云团袭击北海道，日本氣象廳在上午5時35分、7時49分及8時15分先後分別對北海道石狩市、空知郡、後志地區發出大雨特別警報。隨後於下午12時55分解除後志地區部份地區的大雨特別警報；及後於下午1時10分解除石狩市部份地區、空知郡的大雨特別警報。氣象廳於下午4時10分解除石狩市及後志地區餘下地區的警報。 |
| 2015年9月10-11日    | 大雨                   | 栃木縣、茨城縣、宮城縣                                                                                   | 受到已轉化為溫帶氣旋的颱風艾濤與在日本以東海面北上的颱風基洛共同影響，日本多處有大量降雨，就此日本氣象廳先在10日凌晨12時20分向栃木縣發出大雨特別警報，再在同日上午7時45針再向茨城縣發出大雨特別警報。而11日凌晨12時09分及15分解除上述地區之部份地區的大雨特別警報。並於11日凌晨3時20分向宮城縣發出大雨特別警報。而栃木縣及茨城縣餘下地區的大雨特別警報先後分別於上午6時15分及8時15分解除。隨後於下午1時30分、下午5時及下午7時30分分區解除宮城縣的大雨特別警報。 |
| 2016年10月3-4日     | 大雨、暴風、波浪、高潮 | 沖繩縣                                                                                                   | 颱風暹芭吹襲沖繩縣，氣象廳於10月3日下午7時02分對沖繩縣發出大雨、暴風、波浪、高潮特別警報；翌日凌晨1時59分解除部份地區的大雨特別警報；凌晨4時20分解除高潮特別警報及餘下地區的大雨特別警報；凌晨4時20分解除部份地區的暴風特別警報；上午5時42分解除波浪特別警報及餘下地區的暴風特別警報。 |
| 2017年7月5-6日      | 大雨                   | 島根縣、福岡縣、大分縣                                                                                   | 強烈熱帶風暴南瑪都7月4日登陸日本後急遽減弱，令梅雨鋒面滯留日本南部，為島根縣、福岡縣及大分縣帶來暴雨。氣象廳7月5日上午5時55分對島根縣發出大雨特別警報，隨後於上午11時15分解除。而強雨區隨後向東移，同日下午5時51分及晚上7時55分先後分別對福岡縣、大分縣發出大雨特別警報。氣象廳於7月5日晚上11時48分解除福岡縣部份地區的大雨特別警報，以及6日凌晨2時55分及上午6時15分分區解除大分縣的大雨特別警報。最終福岡縣及大分縣所有餘下地區的警報於下午2時10分解除。 |
| 2018年7月6-8日      | 大雨                   | 冈山县、鸟取县、兵库县、京都府、福冈县、佐贺县、长崎县、广岛县、岐阜县、爱媛县、高知县                   | 受2018年7月西日本暴雨影响，气象厅于7月6日17时10分对福冈县、佐贺县、长崎县发布大雨特别警报，称这是“严重危险的异常事态”；7月6日20时，气象厅又对广岛县、冈山县、鸟取县发布大雨特别警报；22时50分，气象厅将大雨特别警报的范围扩大至兵库县和京都府；7月7日12时50分，气象厅对岐阜县发布了大雨特别警报；7月8日清晨5时52分，气象厅对爱媛县、高知县发布大雨特别警报。从7日清晨开始，气象厅陆续解除了福冈县、佐贺县、长崎县、广岛县、冈山县、鸟取县、兵库县、京都府的大雨特别警报。7月8日14时50分，气象厅解除了高知县、爱媛县的特别警报，本轮特别警报告一段落。 |
| 2019年7月20日       | 大雨                   | 长崎县五岛、对马地区                                                                                     | 受台风丹娜丝的影响，长崎县的五岛列岛和对马岛均观测到了一小时降雨量超过100毫米的暴雨。日本气象厅在20日上午10时对上述地区发布大雨特别警报。当天下午4时，气象厅先后解除了五岛和对马的大雨特别警报。 |
| 2019年8月28日       | 大雨                   | 福冈县、佐贺县、长崎县                                                                                   | 一个锋面雨带28日在九州附近停滞，并在九州北部地区降下大雨。日本气象厅根据雷达解析出佐贺县部分地区在28日凌晨出现一小时110到120毫米以上的特大暴雨。凌晨5时50分，日本气象厅对福冈、佐贺、长崎三个地方发布大雨特别警报。日本气象厅在当天下午3时前后解除大雨特别警报。 |
| 2019年10月12日-13日 | 大雨                   | 東京都、埼玉縣、群馬縣、長野縣、神奈川縣、山梨縣、靜岡縣、茨城縣、栃木縣、新潟縣、福島縣、宮城縣、岩手縣 | 颱風海貝思以高強度接近日本關東地區，日本氣象廳在12日下午對關東地方、東海地方1都6縣發佈大雨特別警報。晚間8時，日本氣象廳又對關東、東北地方共5個縣發佈大雨特別警報，隨後甚至又對岩手縣追加特別警報。隨著颱風的北上，從12日晚間10時開始由南向北陸續解除了大雨特別警報。13日上午8時40分岩手縣解除了大雨特別警報，至此本輪特別警報全部解除。本輪過程共有13個都縣發佈特別警報，超過2018年7月西日本暴雨的11府縣，為範圍最廣的一次。 |
| 2020年7月4日        | 大雨                   | 熊本县、鹿儿岛县                                                                                         | 受低壓區和鋒面降雨影響，日本西部4日開始普降暴雨，其中以九州地方的熊本縣和鹿兒島縣為甚。4日凌晨3時20分，熊本縣蘆北町附近出現一小時110mm的降水，氣象廳發佈「記錄的短時間大雨情報」。凌晨4時50分，日本氣象廳正式對熊本縣和鹿兒島縣發佈大雨特別警報。氣象廳於當日中午12時解除了特別警報，但暴雨仍在持續，位於熊本縣的一級水系球磨川發生泛濫。 |
| 2020年7月6日-7日    | 大雨                   | 福冈县、佐贺县、长崎县                                                                                   | 梅雨鋒面持續滯留於西日本上空，給以九州南部為中心的地區帶來嚴重暴雨災害，此前日本氣象廳在7月4日一度對熊本和鹿兒島發佈大雨特別警報，在特別警報解除後，暴雨仍在持續。7月6日下午4點半，日本氣象廳對福岡縣、佐賀縣、長崎縣再次發佈大雨特別警報。氣象廳於7月7日上午11時40分解除特別警報。 |
| 2020年7月8日        | 大雨                   | 岐阜縣、長野縣                                                                                           | 梅雨鋒面持續滯留於西日本及東日本上空，給以九州北部為中心的地區帶來嚴重暴雨災害，7月8日上午6點半，日本氣象廳對岐阜縣發佈大雨特別警報，是5天內第三度發佈特別警報。13分鐘後再對長野縣發佈大雨特別警報。氣象廳於7月8日上午10時40分解除特別警報。 |
| 2020年10月10日-11日 | 大雨                   | 東京都伊豆諸島南部（三宅村、御蔵島村）                                                                   | 受颱風燦鴻吹襲，氣象廳於10月10日下午5時至11日凌晨12時期間對三宅村及御藏島村發佈大雨特別警報。三宅村坪田地區降下了599.0毫米的雨量，為平常年10月降雨量的1.5倍。 |
| 2021年7月10日       | 大雨                   | 鹿兒島縣、宮崎縣、熊本縣                                                                                 | 梅雨鋒面持續滯留於西日本及東日本上空，氣象廳於7月10日上午5時30分、5時55分及6時10分分別對鹿兒島縣、熊本縣、宮崎縣發出大雨特別警報，隨後在上午11時45分解除對熊本縣、宮崎縣的大雨特別警報，及在下午2時32分解除鹿兒島縣的大雨特別警報。 |
| 2021年8月13日       | 大雨                   | 廣島縣廣島市                                                                                             | 梅雨鋒面持續滯留於西日本及東日本上空，給以西日本為中心的地區帶來嚴重暴雨災害。氣象廳於8月13日上午8時45分至下午1時對廣島縣廣島市發出大雨特別警報。8月14日雨勢再加劇，氣象廳先在上午2時15分對長崎縣、佐賀縣發出大雨特別警報，隨後分別在上午5時50分及下午12時41分再分別對福岡縣、廣島縣發出大雨特別警報，上述特別警報在15日上午6時10分解除。 |
| 2021年8月14日-15日  | 大雨                   | 長崎縣、佐賀縣、福岡縣、廣島縣                                                                           | 梅雨鋒面持續滯留於西日本及東日本上空，給以西日本為中心的地區帶來嚴重暴雨災害。氣象廳於8月13日上午8時45分至下午1時對廣島縣廣島市發出大雨特別警報。8月14日雨勢再加劇，氣象廳先在上午2時15分對長崎縣、佐賀縣發出大雨特別警報，隨後分別在上午5時50分及下午12時41分再分別對福岡縣、廣島縣發出大雨特別警報，上述特別警報在15日上午6時10分解除。 |
| 2022年8月3日-4日    | 大雨                   | 山形縣、新潟縣                                                                                           | 受低壓區和鋒面降雨影響，氣象廳於8月3日晚上7時15分及4日上午1時56分分別對山形縣及新潟縣發出大雨特別警報，隨後分別在4日上午6時33分及11時30分解除。 |
| 2022年9月17日-19日  | 大雨                   | 宮崎縣                                                                                                   | 受超強颱風南瑪都吹襲，氣象廳於9月17日晚上9時40分對鹿兒島縣發出暴風、波浪、高潮特別警報，並在18日下午3時10分對宮崎縣發出大雨特別警報。隨後在19日陸續解除對鹿兒島縣的特別警報，包括上午2時57分解除高潮特別警報，以及上午8時解除暴風及波浪特別警報。而對宮崎縣的大雨特別警報亦在同日上午11時解除。 |
| 2022年9月17日-19日  | 暴風、波浪、高潮       | 鹿兒島縣                                                                                                 | 受超強颱風南瑪都吹襲，氣象廳於9月17日晚上9時40分對鹿兒島縣發出暴風、波浪、高潮特別警報，並在18日下午3時10分對宮崎縣發出大雨特別警報。隨後在19日陸續解除對鹿兒島縣的特別警報，包括上午2時57分解除高潮特別警報，以及上午8時解除暴風及波浪特別警報。而對宮崎縣的大雨特別警報亦在同日上午11時解除。 |
| 2024年8月27日-29日  |                        | 沖繩縣 鹿兒島縣 宮崎縣南部                                                                               | 受中度颱風珊珊吹襲，氣象廳對沖繩縣北部、鹿兒島縣及宮崎縣南部發出最高級別的暴風特別警報 |
| 總事件數            | 22                     | | |
| 註釋: 1. 2.         |                        | | |

### 火山喷发
根据日本气象厅的标准，达到喷火警戒4级以上即为特别警报，相关地区的民众需要立即避难。
| 日期                          | 火山名称   | 来源          |
| ----------------------------- | ---------- | ------------- |
| 2015年5月29日 - 2016年6月14日 | 口永良部岛 | [ 41 ] [ 42 ] |
| 2015年8月15日 - 9月1日        | 櫻島       | [ 43 ] [ 44 ] |
| 2018年8月15日 - 29日          | 口永良部岛 | [ 45 ] [ 46 ] |
| 2022年7月24日 - 27日          | 櫻島       | [ 47 ] [ 48 ] |

### 海啸
特别警报设立以来暂未发布过大海啸警报。

### 總計
| 特別警報名稱 | 發出次數 |
| ------------ | -------- |
| 暴風         | 3        |
| 波浪         | 3        |
| 高潮         | 3        |
| 大雨         | 18       |
| 大雪         | 0        |
| 暴風雪       | 0        |
| 大海嘯       | 0        |
| 火山爆發     | 3        |

## 例子
以下报文是日本气象厅在2014年7月7日，18时10分针对宫古岛地区发出的特别警报例文。
冲绳县宫古岛地区特别警报发布

报道发布资料
平成26年7月7日18时10分
日本气象厅

- 猛烈台风第8号（浣熊）正在接近宫古岛地区。
- 目前，气象厅已经对宫古岛地区发出暴风特别警报、风暴潮特别警报，预计今后警报会持续一段时间。此外，预计在冲绳本岛地区也会顺次发出特别警报。
- 在被发出警报的地区，有可能遭遇前所未有的暴风、巨浪、风暴潮和暴雨。
- 这是危险而又异常的情况，危险已经迫在眉睫。
- 请避免在非紧急和非重要的时候离开避难所或住所。
- 请在暴风吹袭之前按照您所在区域的政府部门发出的避难指示进行疏散或采取适当措施。
- 即使您已经完成避难或做好一切准备，也不要放松警惕。

*下面的内容是附加警报。（目前，一般特别警报没有本小节。）
- 宫古岛地区暴风特别警报、风暴潮特别警报已于17时20分生效。
- 预计冲绳本岛地区此后也会被发出特别警报。
- 今夜，预计冲绳本岛地区风力开始增大，海上会出现狂风暴雨。预计台风会在明日，也就是8日最接近冲绳本岛地区，会出现凶猛的暴风和猛烈的风暴潮，需要加紧防范措施。此外，当台风逼近或登陆时，局地会出现强烈的暴雨，总雨量显著增加。
- 预计在9-10日，台风会略微减弱，但预计在9-10日仍然非常强大，且接近西日本。有关地区应对可能的暴雨、巨浪、大潮和暴风严加防范。

----卫星图片和天气图----
----路径图----
----今后防灾的警惕事项（量级预测）----
暴风
- 冲绳地区：预计7日普遍吹强风，8日会出现暴风（阵风可达55m/s）。
- 九州和西日本地区：8日夜起至10日会出现强风。

巨浪
- 冲绳地区：7日夜波浪开始增大，8日会出现凶猛的巨浪（可达14米）。
- 九州和西日本地区：8日夜起至10日会有大浪。

高潮
- 冲绳地区：严加警戒。
- 九州和西日本地区：台风经过的地区的海湾和港口遭到风吹袭会出现高潮位。

暴雨（至8日17时）
- 冲绳地区：350毫米，可能出现1小时80毫米的强降水，总降水量可达400-500毫米。
- 九州、西日本地区：120毫米，可能出现1小时50毫米的强降水，降水会在10日进一步增大。

猛烈阵风或龙卷风
- 远离台风区域。

----警戒消息----
----链接----

## 外部連結
- （日語）http://www.jma.go.jp/ （页面存档备份，存于） 日本氣象廳首頁